# Муравьёв, Николай Назарьевич
Никола́й Наза́рьевич Муравьёв (1775—1845) — историк-археолог, новгородский губернатор; сенатор (23.06.1827), тайный советник (22.08.1826), статс-секретарь Александра I (1818—1825) и Николая I (1825—1831). Отец графа Н. Н. Муравьёва-Амурского.

## Жизнь и карьера
Происходил из рода Муравьёвых. Родился 14 (25) октября 1775 года в окрестностях Новгорода, в родовой усадьбе своего отца, Назария Степановича Муравьёва, селе Малые Теребони. 
Получив первоначальное домашнее образование под руководством приходского пономаря, в 1785 году он поступил в Горное училище, где учился до 1790 года. По желанию отца отправился, по окончании обучения, на службу в Нерчинск, откуда в конце 1791 года доставил в Петербург выплавленное на заводах серебро.
Перешёл во флот, учился в Морском шляхетном кадетском корпусе (1792—1793). В 1793—1797 гг. служил в российском флотеи, затем волонтёром на английском военном корабле (1797—1800), потом командовал русским линейным кораблем; с 1800 года — капитан 2-го ранга, с 1803 года — капитан 1-го ранга.
В 1803 году перешёл на службу в ведомство Министерства народного просвещения, заняв сначала должность старшего письмоводителя при попечителе Московского университета М. Н. Муравьёве, а с 1806 года был правителем канцелярии попечителя. В 1810 году вышел в отставку и поселился в своём новгородском имении.
С 3 декабря 1812 года — новгородский вице-губернатор. Эту должность получил благодаря протекции губернатора Сумарокова, которого в 1815 году и сменил в губернаторском кресле, что объяснялось покровительством со стороны Аракчеева. Посещавший в 1818 году дом Муравьёвых Е. Ф. Брадке отмечал:

Этот человек, старый моряк, показался мне в то время весьма приятным; он много читал и, по-видимому, владел большим запасом здравого рассудка: но дальнейшая судьба его тому противоречит, так как честолюбие, чванство и чувственность довели его до безрассудных поступков, казавшихся непонятными для тех, кто знавал его прежде. Г-жа Муравьева была достойная женщина, весьма образованная, с направлением религиозным; она рано скончалась, и весьма вероятно, что она своим влиянием спасала мужа от многих ошибок.— Шерих Д. «Санкт-Петербургские ведомости», № 177 из публикации: «Русский архив». — 1875. — Кн. I. — С. 35
В 1818 году был переведён на пост статс-секретаря при управляющем собственной Его Императорского Величества канцелярией, при Николае I возглавил 1-е отделение канцелярии (1826—1831); с 1826 года — тайный советник. В 1827—1831 годах — сенатор.
В январе 1832 года он оставил службу и поселился в приобретённой незадолго до этого мызе Ивановка, что на Шлиссельбургской дороге. В этом имении, переименованном в Покровское, он занимался сельским хозяйством, завёл сахарный завод, изобрёл даже особый способ вываривать и рафинировать сахар. 
Умер в своём имении 23 января (4 февраля) 1845 года. Похоронен в Преображенской цекви на Фарфоровском кладбище в Санкт-Петербурге; могила утрачена в 1960‑е годы.
Им написано: «Описание древней новгородской серебряной гривны и её рублей» (М., 1826), «Исторические исследования о древностях Новгорода, касающиеся его монет, местности, населения, окольностей, укреплений строений, нравов жителей и свойства управления» (СПб., 1828), «L’univers et ses mondes et l’homme et ses espèces» (СПб., 1840); а также: «Некоторые из забав отдохновения с 1805 г.…» (СПб., 1828—1851), «Киргизский пленник» (повесть в стихах, М., 1828) и др.

## Семья

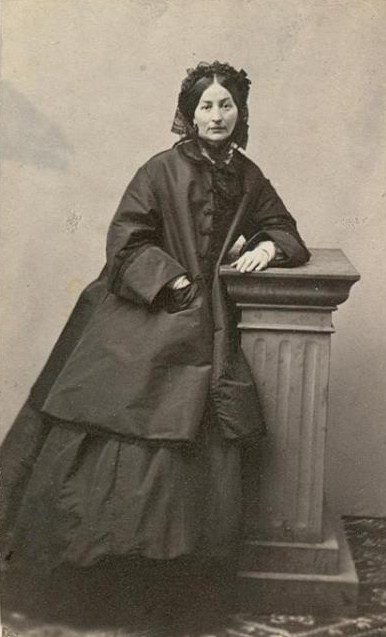
Дочь Юлия Пашкова (1866)

Был дважды женат; всего детей у него было 17 человек, десять сыновей и семь дочерей, из которых многие умерли в малолетстве, так что к 1840 году в живых осталось 9 человек:
1. жена (с 1808 года) — Екатерина Николаевна Мордвинова (1791—29.04.1819[5]), дочь порховского помещика Николая Михайловича Мордвинова (1768—1844) и сестра сенатора А. Н. Мордвинова. Умерла в Петербурге от горячки, похоронена в Александро-Невской лавре.
  - Николай (1809—1881)
  - Валериан (1811—1869)
  - Александра (1813—1871), замужем за генерал-лейтенантом Фёдором Фёдоровичем Моллером.
  - Екатерина (1814—1890), автор «Записок», напечатанных в 1890 году в «Русской старине»; с 1836 года замужем за Александром Фёдоровичем Моллером.
  - Вера (1815—1846), с 1840 года замужем за Николаем Васильевичем Шестаковым.
  - Александр (15.02.1819[6]—1885), крещен 22 февраля 1819 года в Скорбященской церкви за Литейным при восприемстве брата Николая и сестры Александры.
2. жена (с 1 июня 1823 года[7]) — Елизавета Антоновна Моллер (1807—1877), дочь адмирала А. В. Моллера и Юлии Фёдоровны (урожд. Нолкен; 1789—1879); сестра художника Ф. А. Моллера и генерал-лейтенанта Э. А. Моллера.
  - Елизавета (1824—1868), с 1842 года замужем за Николаем Ивановичем Бахметевым.
  - Юлия (1825—1878), с 1845 года замужем за Алексеем Егоровичем Пашковым (1821—1896).
  - Ольга (1841—?), с 1868 года замужем за Константином Николаевичем Кузьминым (ум. 1888).

## Награды
- орден Святой Анны 2-й степени (31.01.1804),
- орден Святой Анны 1-й степени (10.12.1817),
- орден Святого Владимира 2-й степени (12.12.1823),
- алмазные знаки к ордену Святой Анны 1-й степени (02.04.1827).